# Белозерский Лиман
Белозерский Лиман — озеро, расположенное на территории Васильевского района (Запорожская область, Украина). Площадь — 15,6 км². Тип общей минерализации — пресное. Происхождение — пойменное. Группа гидрологического режима — сточное.

## География
Длина — 6,2 км, ширина — 3,2 км. Глубина наибольшая — 3 м. Котловина овальной формы, вытянутой с северо-запада на юго-восток. Берега низменные, пологие, местами заболоченные, западные берега есть обрывистые (высотой 2-5 м). Является водоёмом комплексного предназначения.
Белозерский Лиман расположен в понижении надпойменной террасы реки Днепр. В озеро впадает река Большая Белозерка. Озеро от Каховского водохранилища Днепра отделено плотиной с автодорогой Т0804 по ней. На восточном берегу расположен город Каменка-Днепровская, на западном — село Великая Знаменка.
Питание преимущественно за счёт водообмена с Каховским водохранилищем Днепра. Прозрачность — до 1 м. Зимой замерзает. Дно устлано слоем чёрного ила с примесями детрита.

## Природа
Берега и акватория озера зарастает прибрежно-водной растительностью (тростник обыкновенный, камыш озёрный, рдест, элодея канадская), распространены сине-зелёные водоросли.
Озеро используется для рыболовства (лещ, сазан, судак).